# Rhamnapoderus porri
Rhamnapoderus porri es una especie de coleóptero de la familia Attelabidae.

## Distribución geográfica
Habita en Tanzania y Kenia.